# Copernicus (cratera marciana)
Copernicus é uma cratera marciana. Tem como característica 294 quilômetros de diâmetro. O seu nome é em homenagem a Nicolau Copérnico, um astrónomo polaco.